# Fülöp-szigeteki számbárszarvas
A Fülöp-szigeteki számbárszarvas (Rusa marianna, korábban Cervus mariannus) az emlősök (Mammalia) osztályának párosujjú patások (Artiodactyla) rendjébe, ezen belül a szarvasfélék (Cervidae) családjába és a szarvasformák (Cervinae) alcsaládjába tartozó faj.
Korábban ezt a szarvasfajt a Cervus nembe helyezték, a Rusa alnem tagjaként, de manapság az alnemet nem rangra emelték.

## Előfordulása
A Fülöp-szigetek területén honos.

## Alfajai
- Rusa marianna barandana Heude, 1888
- Rusa marianna marianna Desmarest, 1822
- Rusa marianna nigella Hollister, 1913
- Rusa marianna nigricans Brooke, 1876

## Megjelenése
A testhossza 100 –151 cm. Van fekete színváltozata is.
|  |

## Természetvédelmi helyzete
Az IUCN a sebezhető fajok közé sorolja a Fülöp-szigeteki számbárszarvast.